# Полоцкая оборона (1941)

Укрепления Полоцкого УРа. Гомель

Оборона Полоцка — боевые действия войск 22-й армии по обороне Полоцкого укрепрайона в июле 1941 года.
В ходе обороны укрепрайона части 22-й армии Ф. А. Ершакова снизили темп наступления вермахта и нанесли урон его элитным моторизованным частям, тем самым облегчив задачу обороняющимся частям Красной Армии в Смоленском сражении.
Оборона Полоцкого укрепрайона фактически стала частью начинавшегося Смоленского сражения.

## Военно-стратегическая ситуация
В конце июня-начале июля 1941 года основные силы ГА «Центр» еще ликвидировали в котлах советские войска.
Для наступления на Москву через Смоленск выделили 2-ю ТГ Гудериана и 3-ю ТГ Гота под командованием Клюге.
Гот предлагал взять Минск путем сверхглубокого охвата: через Глубокое, Поставы, Полоцк и Бешенковичи выйти к Орше. Но Гитлер настоял на менее рискованном охвате Минска: через Трабы и Молодечно выйти к Смолевичам, что и было сделано.
Однако под Трабами 19-я тд натолкнулась на упорную оборону РККА, Гот решил предпринять обходной маневр и передовой отряд 19-й тд 57-го мотокорпуса 3-й ТГ по хорошим дорогам от Вильнюса через Глубокое и Поставы прошёл около 200 км и достиг р. Западная Двина.

27 июня передовой отряд достиг переправы у реки Ушача, его заметил наблюдатель дота близ деревни Кутняны. Немцев разбили ударом гаубиц майора Григория Колоколова, который впоследствии вспоминал: 
Трудно сказать, кому тогда из немцев удалось унести ноги. Они настолько были перепуганы, что без  сопротивления сдались в плен. 
На допросе пленные показали, что не ожидали встретить здесь сопротивления. Они собирались захватить мосты через Западную Двину в Полоцке и удерживать их до подхода главных сил.
Однако здесь, на рубеже среднего течения Западной Двины, благодаря упорным боям в Минском укрепрайоне, задержавшим наступление вермахта, сосредоточилась 22-я армия Ф. А. Ершакова, переброшенная из Уральского военного округа (6 полностью укомплектованных стрелковых дивизий).
Полоцк являлся важным транспортным узлом, его быстрый захват значительно облегчил бы противнику снабжение быстро наступающих немецких армий.
Для комплектования Полоцкого УРа (56 км протяженностью) и его подготовки к обороне мобилизовали более 10 тысяч местных жителей.

## Соотношение сил
12 июля первую линию 22-й армии составляли шести дивизий. Против них вермахт сконцентрировал 16 дивизий. А на рассвете 13 июля немцы подтянули еще две дивизии 23-го пехотного корпуса.
После чего 19-я тд и 14-я мотодивизия начали наступление на Невель из Владычино, с плацдарма севернее Полоцка.
Имея почти тройное превосходство, враг 13 июля прорвал оборону РККА севернее Полоцка и начал стремительное продвижение к Невелю, одновременно продолжая атаки на боровухском направлении.
Прорыв Полоцкого УРа в этом месте дал бы 3-й танковой группе наикратчайшие пути снабжения, которых ей так не хватало в разгар Смоленского сражения.

## Действия сторон

### Начало обороны Полоцка: 3-11 июля
3 июля немецкая 19-я тд в упорном бою очистила южный берег Западной Двины у города Дисны. На следующий день при поддержке авиации заняла плацдарм.
Однако действовавшая правее немецкая 18-я мотодивизия натолкнулась на оборонительные сооружения Полоцкого УРа в районе Ветрино, Фариново и была остановлена. Здесь заняла оборону 174-я сд комбрига Алексея Зыгина, возглавившего оборону Полоцкого УРа.
Учитывая упорное сопротивление на полоцком направлении, 18-я мотодивизия отказалась форсировать Западную Двину сходу. Из-под Минска к Полоцку перебросили немецкую 14-ю мотодивизию.
Все атаки штурмующих были отбиты. Гот усилил натиск, введя в бой 14-ю мотодивизию. Тогда Зыгин создал подвижный отряд из большого количества грузовиков, пушек и батальона пехоты, стал перебрасывать его на наиболее опасные участки обороны. Командовал им капитан А.И. Кочнев.
Особенно выручал этот отряд при деблокировании дотов, окруженных немцами, и при проведении разведки, позволявшей прицельным огнем батарей уничтожать подразделения противника и их боевую технику.
С 5 июля 22-я армия (98-я, 112-я и 174-я сд) безуспешно контратаковала противника в районе Дисны. А немцы в свою очередь пытались расширить плацдарм, захваченный 4 июля. Два дня они обстреливали позиции артиллерией и бомбили с воздуха защитников Полоцка.
К 7 июля немецкие войска вошли в соприкосновение с 22-й армией во всей полосе ее обороны. Около 30 немецких танков 19-й дивизии пошли в наступление, восточнее Дисны шел бой. 174-я сд Алексея Зыгина отбила атаки, захватив у врага один танк и два броневика, которые включили в подвижный отряд.
8 июля очередные попытки противника расширить плацдарм в районе Дисны были отбиты. При этом большие потери в результате тяжелых боев понесла 126-я сд,  переброшенная сюда накануне: смертельно ранен комдив генерал-майор Михаил Кузнецов, выбыли из строя два комполка, начштаба дивизии и начальник 1-го отделения штаба.

8 и 9 июля немцы пытались прорваться под Борковичами, но их отбросили артиллерийским огнем. Лейтенант Сыроватский записал в дневнике:
за два вечера только одна моя батарея выпустила по врагу 442 снаряда
Пехотные дивизии правого фланга ГА «Север» прорвали позиции Себежского УРа у Себежа. Стабилизировать ситуацию смог заместитель командующего ЗФ Андрей Еременко, прибывший в район боев.
В этот день немецкая 20-я тд, переброшенная из-под Минска, форсировала Западную Двину в районе Уллы и прорвалась на Витебск (смотри Витебское сражение). Требовалось срочно ликвидировать прорыв. Туда было приказано отправиться частям 22-й армии, которая продолжала биться у Полоцка с превосходящим противником, обтекавшим фланги Себежского и Полоцкого УРов.
Было приказано: 51-му ск 22-й А отступить и готовить новый оборонительный рубеж. А 62-му ск, оставив в Полоцком УРе один стрелковый полк и гарнизон, вместе с 19-й армией ликвидировать немецкий прорыв в районе Уллы.
Однако задуманное не удалось воплотить. Противник плотно сковал основные силы 62-го ск - его 174-я сд отчаянно защищалась в Полоцком УРе, пытаясь восстановить положение у Боровухи, где вклинились немцы.

### Окружение и захват Полоцка: 12-16 июля
Немецкое командование планировало окружить полоцко-невельскую группировку советских войск смежными флангами ГА Север и ГА Центр.
Против 6 стрелковых дивизий советской 22-й армии бросили два армейских корпуса 16-й полевой армии - 2-й ак и 50-й ак. Плюс 3-ю танковую группу Гота: 23-й ак - 3 пехотные дивизии, 57-й мотокорпус - 19-я танковая и 14-я мотодивизия. В районе Уллы Западную Двину форсировали три дивизии 39-го мотокорпуса.
12 июля в полосе 22-й А нанес удар 57-й мотокорпус с плацдарма у Дисны и прорвал фронт. Наступая на северо-восток, 19-я тд взяла Дретунь, захватила советскую базу снабжения и 13 июля продолжила наступление на Невель.
Однако оборонявшаяся здесь 48-я тд - второй эшелон 22-й А - задержала немецкое наступление. Продвижение 18-й мотодивизии замедлил 62-й корпуса, атаковавший немцев в тыл от Полоцка.
Но нажим на фронт 22-й А все усиливался. 15 июля немецкий 23-й ак занял левобережье Полоцка, в ночь на 16 вступил и в правобережную часть города. До этого все три моста через р. Западная Двина были взорваны советскими войсками.
15 июля 19-я тд ворвалась в Невель. Ей навстречу выдвинулась 12-я пехотная дивизия ГА Север. К правому флангу 23-го ак присоединились две дивизии 6-й ак. И приняли участие в прорыве Полоцкого УРа.
Под угрозой окружения 22-й А приказали отходить.
Но в некоторых долговременных оборонительных сооружениях Полоцкого УРа советские солдаты продолжали вести бой до 19 июля.

16 июля начальник германского Генштаба Франц Гальдер записал в дневнике:
На левом фланге ГА Центр постепенно назревает операция в районе Полоцка. В этом районе и западнее Невеля наметилось новое окружение противника. В районе Полоцка начинают высвобождаться первые пехотные дивизии, которые будут переброшены вслед за танковой группой Гота

## Последствия
Упорная оборона советской 22-й А в районе Полоцка задержала продвижение немцев на северном фланге центрального участка фронта и затруднила снабжение гитлеровских войск в Смоленском сражении.
После того, как противник обошёл Полоцк, он натолкнулся на оборону второго эшелона 22-й А в районе Невеля и затем Великих Лук. Отчаянное сопротивление окруженных советских войск затруднило маневр противника, а бои у Великих Лук помогли основным силам 22-й А выйти из котла.
20 июля вырвались из окружения 98-я сд и 112-я сд (51-й ск 22 А). Остатки дивизий свели в полки, они заняли оборону по р. Ловать. 21 июля вырвались из котла соединения 62-го ск - в том числе 174-я сд.
21 июля после многодневных кровопролитных боев 48-я тд, 126-я и 179-я сд выбили немцев из Великих Лук.
Закрывая брешь, возникшую на стыке ЗФ и СЗФ, туда выдвинули две армии Резервного фронта: 29-ю А Ивана Масленникова и 30-ю А Василия Хоменко.
Смоленское сражение вступало в новую фазу.
После выхода из окружения Алексея Зыгина, командира 174-й сд, оборонявшейся в Полоцком УРе, 7 августа произвели в генерал-майоры, 31 августа он получил орден Ленина. А в марте 1942-го 174-ю сд преобразовали в 20-ю гвардейскую.
Немцы в боях за Полоцк понесли чувствительные потери. Так, 474-й стрелковый полк под командованием Китаева уничтожил более 2500 немецких солдат и офицеров, до 30 танков, 14 орудий, 15 минометов, 47 станковых пулеметов, 21 автомашину, 90 мотоциклов.

## Герои Полоцкой обороны
С первых дней боёв в Полоцком укрепрайоне прославился командир батареи 152-мм гаубиц старший лейтенант Фёдор Демидов. До войны его наградили орденом Ленина - за спасение колхозного урожая от огня. Сослуживец Колоколов писал:
Это был весьма храбрый и знающий дело командир. Его гаубичная батарея доставляла немцам много неприятностей.
Погиб он так. На водонапорной башне станции Фариново немцы оборудовали артиллерийский наблюдательный пункт. С её высоты хорошо просматривались наши позиции на глубину до 3 км. Башня была довольно прочным сооружением, и уничтожить её артиллерийским огнём с закрытых огневых позиций – дело очень дорогое и малообещающее.
Поэтому Демидов вызвался разрушить её огнём прямой наводки! Но это было очень опасно, так как при такой стрельбе противник заметит гаубицу и постарается её уничтожить.

Несмотря на это Демидов лично возглавил стрельбу из 152-мм гаубицы и всего шестью снарядами развалил башню, а вместе с ней уничтожил и злополучный НП. К сожалению, немцы засекли, откуда вёлся огонь, и открыли по позиции гаубицы Демидова сильный миномётный огонь. От разрыва одной из мин и погиб наш славный герой-артиллерист.